# Foggaret el Arab
Foggaret el Arab é uma vila na comuna de Foggaret Ezzaouia, no distrito de In Salah, província de Tamanghasset, Argélia. Está localizada 19 quilômetros (12 milhas) ao sudoeste do município de Foggaret Ezzaouia e 29 quilômetros (18 milhas) a leste da cidade de In Salah.